# فهرست نقش‌آفرینی‌های پدرو پاسکال

پاسکال در سال ۲۰۲۵

پدرو پاسکال بازیگر شیلیایی و آمریکایی است که در تئاتر و سینما فعالیت می‌کند. او حرفهٔ بازیگری خود را با نقش‌های کوچک تلویزیونی و تئاتر آغاز کرد و با ایفای نقش اوبرین مارتل در فصل چهارم مجموعهٔ فانتزی شبکهٔ اچ‌بی‌او به نام بازی تاج‌وتخت (۲۰۱۴) و خاویر پنیا در مجموعه جنایی نتفلیکس به نام نارکوها (۲۰۱۵–۲۰۱۷) به شهرت رسید. از جمله دیگر آثار او می‌توان به فیلم کینگزمن: محفل طلایی (۲۰۱۷)، نقش‌آفرینی در نقش دیو یورک در فیلم اکشن دلهره‌آور برابرساز ۲ (۲۰۱۸) و نقش فرانسیسکو «کت‌فیش» مورالس در فیلم ماجراجویانهٔ مرز سه‌گانه (۲۰۱۹) اشاره کرد.
پاسکال با ایفای نقش‌های اصلی خود در نقش دین جارین در مجموعهٔ مندلورین (۲۰۱۹ تاکنون) از دنیای جنگ ستارگان در دیزنی پلاس و جوئل میلر در مجموعهٔ درام  پساآخرالزمانی شبکهٔ اچ‌بی‌او به نام آخرین بازمانده از ما (۲۰۲۳ تاکنون) به شهرت جهانی دست یافت. پس از این نقش‌ها، او به عنوان بازیگری شناخته شد که اغلب در نقش پدر ناتنی کودکان با استعداد ظاهر می‌شود. برای بازی در آخرین بازمانده از ما، چندین جایزه دریافت کرد؛ از جمله جایزه انجمن بازیگران فیلم و جایزهٔ برگزیده مردم و نامزد دریافت جوایزی چون جایزه امی ساعات پربیننده و جایزه گلدن گلوب شد.
پاسکال همچنین در فیلم‌های ابرقهرمانی زن شگفت‌انگیز ۱۹۸۴ و ما می‌توانیم قهرمان باشیم (هر دو محصول ۲۰۲۰)، فیلم کمدی اکشن سنگینی طاقت‌فرسای استعداد فراوان (۲۰۲۲)، مجموعه تلویزیونی روان‌کاو (۲۰۱۴) و جانوران (۲۰۲۱) حضور داشته است. او در سال ۲۰۲۳ نیز به عنوان مهمان در مجموعه پویانمایی کمدی موقعیت خانه‌خراب از شبکهٔ فاکس حضور یافت. همچنین در مینی‌سریال کتاب بوبا فت (۲۰۲۲) در کنار تمورا موریسون بازی کرد و نقش خود در مندلورین را تکرار کرد. در زمینهٔ تئاتر، پاسکال در چندین نمایشنامهٔ شکسپیری ایفای نقش کرده است. او یک نمایشنامهٔ اریجینال نوشته و چهار اجرای تئاتری را نیز کارگردانی کرده است. نخستین حضور او در تئاتر برادوی با ایفای نقش ادموند در اقتباسی از شاه لیر در سال ۲۰۱۹ رقم خورد.

## فیلم
| سال  | عنوان                            | نقش                          | توضیحات                                   | منابع                |
| ---- | -------------------------------- | ---------------------------- | ----------------------------------------- | -------------------- |
| ۱۹۹۶ | Burning Bridges                  | الکس                         | فیلم کوتاه؛ اعتبار به عنوان پدرو بالماسدا | [ ۶ ]                |
| ۱۹۹۷ | Window Shopping                  | دیوید                        | فیلم کوتاه؛ اعتبار به عنوان پدرو بالماسدا | [ ۷ ]                |
| ۲۰۰۵ | ارماناس (خواهران)                | استیو                        |                                           | [ ۸ ] [ ۹ ]          |
| ۲۰۰۸ | I Am That Girl                   | نوآ                          |                                           | [ ۱۰ ]               |
| ۲۰۰۹ | آیریس                            | بیلی                         | فیلم کوتاه                                | [ ۷ ]                |
| ۲۰۱۱ | اداره تعدیل                      | Maitre D' Paul De Santo      |                                           | [ ۹ ]                |
| ۲۰۱۱ | Sweet Little Lies                | Paulino                      |                                           | [ ۱۰ ]               |
| ۲۰۱۵ | حرامزاده‌های خون‌آشام              | مکس                          |                                           | [ ۱۱ ]               |
| ۲۰۱۵ | Sweets                           | Twin Peter                   |                                           | [ ۱۲ ]               |
| ۲۰۱۶ | دیوار بزرگ                       | Pero Tovar                   |                                           | [ ۱۳ ]               |
| ۲۰۱۷ | کینگزمن: محفل طلایی              | Jack Daniels / Agent Whiskey |                                           | [ ۱۴ ]               |
| ۲۰۱۸ | چشم‌انداز                         | Ezra                         |                                           | [ ۱۵ ]               |
| ۲۰۱۸ | برابرساز ۲                       | دیو یورک                     |                                           | [ ۱۶ ]               |
| ۲۰۱۸ | اگر خیابان بیل می‌توانست حرف بزند | Pietro Alvarez               | حضور افتخاری                              | [ ۱۷ ]               |
| ۲۰۱۹ | مرز سه‌گانه                       | فرانسیسکو «کت‌فیش» مورالس     |                                           | [ ۱۸ ]               |
| ۲۰۲۰ | زن شگفت‌انگیز ۱۹۸۴                | مکس‌ول لرد                    |                                           | [ ۱۹ ] [ ۲۰ ]        |
| ۲۰۲۰ | ما می‌توانیم قهرمان باشیم         | Marcus Moreno                |                                           | [ ۲۱ ]               |
| ۲۰۲۲ | سنگینی طاقت‌فرسای استعداد فراوان  | Javi Gutierrez               |                                           | [ ۲۲ ]               |
| ۲۰۲۲ | حباب                             | Dieter Bravo                 |                                           | [ ۲۳ ]               |
| ۲۰۲۲ | خانه‌ای با پرنده                  | نیکو                         | فیلم کوتاه                                | [ ۲۴ ]               |
| ۲۰۲۳ | سبک عجیب زندگی                   | سیلوا                        | فیلم کوتاه                                | [ ۲۵ ] [ ۲۶ ]        |
| ۲۰۲۴ | داستان‌های عجیب و غریب            | Clint                        |                                           | [ ۲۷ ]               |
| ۲۰۲۴ | دختران فراری                     | سانتوس                       | حضور افتخاری                              | [ ۲۸ ]               |
| ۲۰۲۴ | ناخوانده                         | Lucien Flores                |                                           | [ ۲۹ ]               |
| ۲۰۲۴ | ربات وحشی                        | فینک                         | صداپیشه                                   | [ ۳۰ ]               |
| ۲۰۲۴ | گلادیاتور ۲                      | General Marcus Acacius       |                                           | [ ۳۱ ]               |
| ۲۰۲۵ | ادینگتون                         | Mayor Ted Garcia             | پساتولید                                  | [ ۳۲ ] [ ۳۳ ]        |
| ۲۰۲۵ | مادی‌گرایان                       | Harry Castillo               | پساتولید                                  | [ ۳۴ ] [ ۳۵ ] [ ۳۶ ] |
| ۲۰۲۵ | چهار شگفت‌انگیز: گام‌های نخست      | رید ریچاردز / آقای شگفت‌انگیز | پساتولید                                  | [ ۳۷ ]               |
| ۲۰۲۶ | انتقام‌جویان: روز نابودی          | رید ریچاردز / آقای شگفت‌انگیز |                                           | [ ۳۸ ]               |
| ۲۰۲۶ | مندلورین و گروگو                 | مندلورین / دین جارین         | پساتولید                                  | [ ۳۹ ]               |

## تلویزیون
| سال        | عنوان                                        | نقش                                | توضیحات                                              | منابع         |
| ---------- | -------------------------------------------- | ---------------------------------- | ---------------------------------------------------- | ------------- |
| ۱۹۹۹       | خیر در برابر شر                              | Gregor New                         | قسمت: «Gee Your Hair Smells Evil»                    | [ ۴۰ ]        |
| ۱۹۹۹       | Downtown                                     | Voice                              | قسمت: «Hot Spot»                                     | [ ۷ ]         |
| ۱۹۹۹       | Undressed                                    | گرگ                                | شخصیت دوره‌ای؛ ۳ قسمت (فصل ۱)                         | [ ۷ ]         |
| ۱۹۹۹       | بافی قاتل خون‌آشام‌ها                          | ادی                                | قسمت: «The Freshman»                                 | [ ۴۱ ] [ ۴۲ ] |
| ۲۰۰۰       | لمس‌شده توسط فرشته                            | ریکی                               | قسمت: «Stealing Hope»                                | [ ۷ ]         |
| ۲۰۰۱       | ان‌وای‌پی‌دی بلو                                | Shane "Dio" Morrissey              | قسمت: «Oh Golly Goth»                                | [ ۴۲ ] [ ۴۳ ] |
| ۲۰۰۱       | Earth vs. the Spider                         | Goth Guy                           | فیلم تلویزیونی                                       | [ ۷ ]         |
| ۲۰۰۶, ۲۰۰۹ | نظم و قانون: قصد جنایی                       | Reggie Luckman / Kevin "Kip" Green | قسمت‌ها: «Weeping Willow» و «The Glory That Was…»     | [ ۴۴ ] [ ۴۵ ] |
| ۲۰۰۶       | بدون هیچ ردی                                 | Kyle Wilson                        | قسمت: «Tango»                                        | [ ۴۶ ]        |
| ۲۰۰۸       | نظم و قانون                                  | Tito Cabassa                       | قسمت: «Tango»                                        | [ ۴۴ ] [ ۴۵ ] |
| ۲۰۰۹–۲۰۱۱  | همسر خوب                                     | Nathan Landry                      | شخصیت دوره‌ای؛ ۶ قسمت (فصل ۱–۲)                       | [ ۴۷ ] [ ۴۲ ] |
| ۲۰۱۰       | پرستار جکی                                   | استیو                              | قسمت: «توییتر»                                       | [ ۴۲ ]        |
| ۲۰۱۱       | Lights Out                                   | Omar Assarian                      | شخصیت دوره‌ای؛ ۴ قسمت                                 | [ ۴۸ ]        |
| ۲۰۱۱       | برادران و خواهران                            | Zach Wellison                      | قسمت‌ها: «Brody» و «Home is Where the Fort Is»        | [ ۴۸ ]        |
| ۲۰۱۱       | نظم و قانون: واحد قربانیان ویژه              | Special Agent Greer                | قسمت: «Smoked»                                       | [ ۴۴ ] [ ۴۵ ] |
| ۲۰۱۱       | Charlie's Angels                             | Fredrick Mercer                    | قسمت: «Angels in Paradise»                           | [ ۷ ]         |
| ۲۰۱۱       | Wonder Woman                                 | Ed Indelicato                      | Unsold television pilot                              | [ ۴۹ ] [ ۵۰ ] |
| ۲۰۱۱       | Burn Notice: The Fall of Sam Axe             | Comandante Veracruz                | فیلم تلویزیونی                                       | [ ۹ ]         |
| ۲۰۱۲       | بدن مدرک                                     | Zack Groffman                      | قسمت: «Falling for You»                              | [ ۷ ]         |
| ۲۰۱۲       | CSI: Crime Scene Investigation               | Kyle Hartley                       | قسمت: «Malice in Wonderland»                         | [ ۷ ]         |
| ۲۰۱۳       | نیکیتا                                       | لیام                               | قسمت: «Aftermath»                                    | [ ۴۲ ]        |
| ۲۰۱۳       | Red Widow                                    | Jay Castillo                       | شخصیت دوره‌ای؛ ۴ قسمت                                 | [ ۴۸ ]        |
| ۲۰۱۳       | هوملند                                       | David Portillo                     | قسمت: «Tin Man is Down»                              | [ ۴۲ ]        |
| ۲۰۱۳       | The Sixth Gun                                | Special Agent Ortega               | Unsold television pilot                              | [ ۵۱ ]        |
| ۲۰۱۳–۲۰۱۴  | گریس‌لند                                      | Juan Badillo                       | شخصیت دوره‌ای؛ ۱۱ قسمت (فصل ۱–۲)                      | [ ۴۷ ] [ ۴۸ ] |
| ۲۰۱۴       | روان‌کاو                                      | Marcus Pike                        | شخصیت دوره‌ای (قسمت ۶)، بازیگر مهمان (فصل ۷)؛ ۷ قسمت  | [ ۴۷ ]        |
| ۲۰۱۴       | بازی تاج‌وتخت                                 | اوبرین مارتل                       | شخصیت دوره‌ای؛ ۷ قسمت (فصل ۴)                         | [ ۵۲ ]        |
| ۲۰۱۵       | Exposed                                      | Oscar Castro Vargas                | Unsold television pilot                              | [ ۵۳ ]        |
| ۲۰۱۵–۲۰۱۷  | نارکوها                                      | خاویر پنیا                         | نقش اصلی؛ ۳۰ قسمت                                    | [ ۵۴ ] [ ۵۵ ] |
| ۲۰۱۹–۲۰۲۳  | مندلورین                                     | مندلورین / دین جارین               | نقش اول؛ ۲۴ قسمت                                     | [ ۵۶ ] [ ۵۷ ] |
| ۲۰۲۰       | Home Movie: The Princess Bride               | اینیگو مونتویا                     | قسمت: «Chapter Two: The Shrieking Eels»              | [ ۵۸ ]        |
| ۲۰۲۱       | تماس‌ها                                       | پدرو                               | صداگذاری؛ قسمت: «Pedro Across the Street»            | [ ۵۹ ]        |
| ۲۰۲۱       | Amend: The Fight for America                 | خودش                               | قسمت‌ها: «Citizen» و «Resistance»                     | [ ۶۰ ]        |
| ۲۰۲۱       | جانوران                                      | راوی                               | قسمت: «Octopus»                                      | [ ۶۱ ]        |
| ۲۰۲۲       | کتاب بوبا فت                                 | مندلورین / دین جارین               | نقش اصلی؛ ۳ قسمت                                     | [ ۶۲ ]        |
| ۲۰۲۲       | Patagonia: Life on the Edge of the World     | راوی                               | مینی‌سریال مستند                                      | [ ۶۳ ]        |
| ۲۰۲۳–اکنون | آخرین بازمانده از ما                         | جوئل میلر                          | نقش اول                                              | [ ۶۴ ]        |
| ۲۰۲۳       | پخش زنده شنبه شب                             | خودش (میزبان)                      | قسمت: «پدرو پاسکال / کلدپلی»                         | [ ۶۵ ]        |
| ۲۰۲۳       | خانه‌خراب                                     | Claude                             | صداگذاری؛ قسمت: «Who’s a Homeowner?»                 | [ ۶۶ ]        |
| ۲۰۲۵       | Saturday Night Live 50th Anniversary Special | Renaldo & Kermit                   | Skits: Domingo: Vow Renewal & «Close Encounter 50th» |               |

## تئاتر
| سال  | عنوان                                | نقش                                                                  | محل اجرا                        | توضیحات               | منابع        |
| ---- | ------------------------------------ | -------------------------------------------------------------------- | ------------------------------- | --------------------- | ------------ |
| ۱۹۹۹ | Orphans                              | فیلیپ                                                                | International City Theatre      |                       | [ ۶۷ ]       |
| ۲۰۰۲ | Fallen                               | پاسکال                                                               | Liberty Hall Lowell             |                       | [ ۶۸ ]       |
| ۲۰۰۳ | قهرمان لابی                          | جف                                                                   | WHAT Harbor Stage               |                       | [ ۶۹ ]       |
| ۲۰۰۳ | اشباح                                | آزولد الوینگ                                                         | Shakespeare Theater             |                       | [ ۷۰ ]       |
| ۲۰۰۴ | Gizmo Love                           | رالف                                                                 | WHAT Harbor Stage               |                       | [ ۷۱ ]       |
| ۲۰۰۴ | Anna in the Tropics                  | خوان خولیان                                                          | Portland Center Stage           |                       | [ ۷۲ ]       |
| ۲۰۰۵ | لورانزاچیو                           | پیِرو استروتسی                                                        | The Lansburgh Theatre           |                       | [ ۷۳ ]       |
| ۲۰۰۵ | ترویلوس و کرسیدا                     | ترسیتس                                                               | Tectonic Theater Project        |                       | [ ۷۴ ]       |
| ۲۰۰۵ | هملت                                 | هوراشیو                                                              | Boston Common Parade Ground     |                       | [ ۷۵ ]       |
| ۲۰۰۶ | Beauty of the Father                 | کریم                                                                 | Manhattan Theatre Club          |                       | [ ۷۶ ]       |
| ۲۰۰۶ | Based on a Totally True Story        | مایکل سالیوان                                                        | Manhattan Theatre Club          |                       | [ ۷۷ ]       |
| ۲۰۰۶ | مکبث                                 | گروه بازیگران / گروهبان خونین / قاتل ۲                               | تئاتر دلاکورت                   |                       | [ ۷۸ ]       |
| ۲۰۰۶ | The Cartells                         | امانوئل                                                              | Comix NY                        |                       | [ ۷۹ ]       |
| ۲۰۰۷ | Some Men                             | فریتس / مندی / دیوید گلدمن / رندی هانک / زک / لوییس / مل / پرستار جک | Second Stage Theater            |                       | [ ۸۰ ]       |
| ۲۰۰۷ | هملت                                 | هوراشیو                                                              | The Lansburgh Theatre           |                       | [ ۸۱ ]       |
| ۲۰۰۸ | Sand                                 | Performer                                                            | Women’s Project Theater         |                       | [ ۸۲ ]       |
| ۲۰۰۸ | Old Comedy After Aristophane's Frogs | دایانِسِس                                                              | Classic Stage Company           |                       | [ ۸۳ ]       |
| ۲۰۰۹ | The Miracle at Naples                | تریستانو                                                             | The Virginia Wimberly Theatre   |                       | [ ۸۴ ]       |
| ۲۰۱۰ | Killing Play                         | —                                                                    | Rattlestick Playwrights Theatre | کارگردان              | [ ۸۵ ]       |
| ۲۰۱۰ | Flaca Loves Bone                     | —                                                                    | Rattlestick Playwrights Theatre | نویسنده               | [ ۸۶ ]       |
| ۲۰۱۰ | Yosemite                             | —                                                                    | Rattlestick Playwrights Theatre | کارگردان              | [ ۸۷ ]       |
| ۲۰۱۰ | underneathmybed                      | —                                                                    | Rattlestick Playwrights Theatre | کارگردان              | [ ۸۸ ]       |
| ۲۰۱۱ | Dark Matters                         | انامورادو                                                            | The Blank's 2nd Stage Theatre   |                       | [ ۸۹ ]       |
| ۲۰۱۱ | Maple and Vine                       | راجر                                                                 | Playwrights Horizons            |                       | [ ۹۰ ]       |
| ۲۰۱۲ | Black Lace                           | —                                                                    | New Ohio Theatre                | کارگردان              | [ ۹۱ ]       |
| ۲۰۱۴ | هیاهوی بسیار برای هیچ                | دان جان                                                              | پابلیک تییتر                    |                       | [ ۹۲ ]       |
| ۲۰۱۹ | شاه لیر                              | ادموند                                                               | تئاتر جیمز ارل جونز             | آغاز فعالیت در برادوی | [ ۵ ] [ ۹۳ ] |

## موزیک ویدئو
| سال  | آرتیست  | ترانه               | منابع  |
| ---- | ------- | ------------------- | ------ |
| ۲۰۱۵ | سیا     | «تلاقی آتش و بنزین» | [ ۹۴ ] |
| ۲۰۲۰ | گل گدوت | «تصور کن»           | [ ۹۵ ] |

## بازی ویدئویی
| سال  | عنوان    | صداگذاری | منابع  |
| ---- | -------- | -------- | ------ |
| ۲۰۱۶ | بی‌آبرو ۲ | پائولو   | [ ۹۶ ] |